# Jedwabne
Jedwabne est une ville de Pologne située au nord-est du pays, dans la voïvodie de Podlachie.

## Histoire
La (en) synagogue de Jedwabne, en bois, datant de 1770 est détruite lors d'un incendie accidentel en 1913.

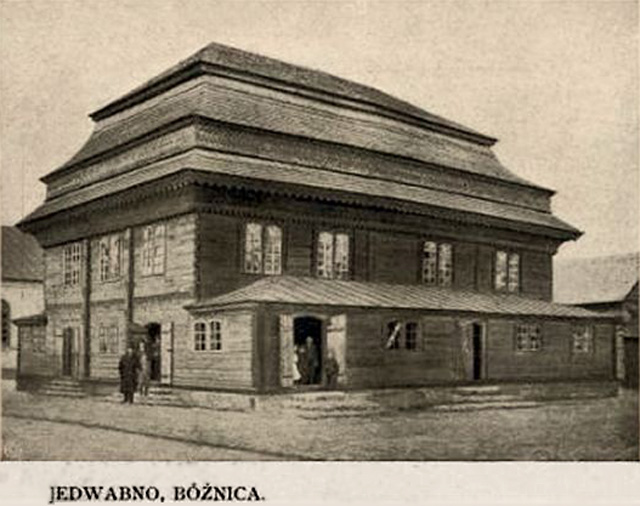
Synagogue de Jedwabne.

Le 10 juillet 1941, la population juive de Jedwabne est massacrée, probablement par la population chrétienne.